# Eugenio Rignano
Eugenio Vittorio Rignano (Livorno, 31 maggio 1870 – Milano, 9 febbraio 1930) è stato un filosofo italiano.

## Biografia
Nato in una famiglia di origini ebraiche, figlio di Giacomo Rignano e Fortunata Tedesco, studiò alla facoltà di Scienze di Pisa e quindi al Politecnico di Torino. Laureato in ingegneria nel 1893 si interessò subito ai problemi teorici e filosofici collegati alla ricerca scientifica. Fu fondatore nel 1907 con Giuseppe Bruni, Antonio Dionisi, Federigo Enriques e Andrea Giardina della Rivista di Scienza. Nel 1897 sposa Costanza "Nina" Sullam, anch'essa di origine ebraica.

### Collaborazione alla rivistaScientia
Nel 1907 Rignano fondò a Bologna assieme a Federigo Enriques matematico a Bologna, Giuseppe Bruni chimico all'Università di Padova, Antonio Dionisi medico di Modena, Andrea Giardina biologo-zoologo di Palermo una pubblicazione che prese il nome di Rivista di Scienza per i tipi di Nicola Zanichelli. Nel 1910 la rivista assunse il nuovo titolo di Scientia, rivista internazionale di sintesi scientifica, che continuò ad essere stampata sino al 1988.
La rivista nasceva con il proposito di opporsi alla eccessiva specializzazione a cui era giunta la ricerca scientifica danneggiata per questo da criteri troppo specifici e restrittivi. Gli intellettuali fondatori, e in particolare Rignano, si proponevano di superare il particolarismo delle scienze per una visione più estesa gettando un ponte fra cultura umanistica e quella scientifica ed elaborando una "sintesi" tra le scienze della natura e le scienze dell'uomo.
In questo modo la filosofia, libera da legami nei confronti dei sistemi prefissati, poteva dedicarsi a promuovere la coordinazione del lavoro, la critica dei metodi e delle teorie, e ad impostare in modo più ampio i problemi della scienza.
Nei numerosi articoli che Rignano pubblicò su Scientia ebbe modo di mettere in rilievo le sue capacità di divulgatore e di condurre i suoi studi in completa autonomia dal mondo accademico ufficiale elaborando le sue concezioni scientifiche e filosofiche ispirate soprattutto dalla corrente positivistica inglese.
Nel 1913 Rignano chiese a Sigmund Freud un'esposizione della psicoanalisi con le indicazioni di quali rami del sapere potessero essere interessati alle teorie e all'esperienze psicoanalitiche. Freud scrisse  Das Interesse an der Psychoanalyse che fu pubblicato in due puntate sulla rivista, (1913) vol. 14 (31,32), 240-250; 369-384.

## Pensiero

### Teoria della "proprietà mnemonica"
Rignano si interessò di psicologia e biologia ed è noto soprattutto per la sua ipotesi della "proprietà mnemonica" secondo la quale la sostanza vivente sarebbe in grado di "ricordare" le condizioni fisiologiche delle iniziali situazioni fisiche determinate dall'ambiente esterno e quindi di riprodurle nel prosieguo della vita biologica.
Questa sua teoria consentiva a Rignano di operare nella biologia un compromesso tra una visione meccanicistica della realtà naturale e una finalistica, vitalistica. Per il meccanicismo infatti non è possibile pensare che nell'ambito degli organismi viventi vi sia il proposito immanente di conseguire una finalità ma d'altra parte è innegabile, secondo Rignano, che nel mondo organico sia presente una sorta di teleonomia particolare per ogni essere vivente tale da giustificare l'idea che, durante il periodo di adattamento all'ambiente, questi conservi una specie di traccia fisica mnemonica persistente e trasferibile ereditariamente.

### Filosofia della psicologia
Eugenio Rignano si interessò anche di filosofia della psicologia, ma "quando intese indicare lo statuto epistemologico della psicologia, il tipo di scientificità che ad essa competeva, in modo da definire i rapporti con le scienze naturali da una parte e con quelle umane dall'altra, si orientò verso soluzioni “intermedie”, che spesso complicavano più che risolvere i problemi"

### Economia
Eugenio Rignano si interessò di economia. Coerentemente al suo programma di sintetizzare opposti sistemi, elaborò anche una concezione economica di tipo socialista marxista che fosse in accordo con il liberismo. Nei dibattiti sull'imposta di successione degli anni '20, le proposte formulate da Rignano occupavano una posizione prominente, in particolare in Italia e nel Regno Unito. Da allora, il suo contributo è stato in gran parte, sebbene non completamente, dimenticato.
Secondo l'ispirazione riformista socialista di Rignano, un regime di proprietà dovrebbe incorporare i seguenti principi. Dovrebbe: 1) tendere a portare alla nazionalizzazione dei mezzi di produzione e del capitale; 2) ridurre le fortune private in modo abbastanza rapido, per prevenire la creazione di grandi differenze nella ricchezza privata; 3) dare potenti stimoli al lavoro, al risparmio e alla formazione di nuovo capitale. La prima di queste condizioni richiede che tutto il capitale privato deve, alla fine, essere confiscato dallo stato. La terza, tuttavia, implica che il diritto di lasciare in eredità la proprietà privata non deve essere completamente abolito: se agli individui non è consentito di lasciare almeno parte dei beni accumulati con il proprio lavoro e risparmio, non avrebbero incentivi a lavorare e risparmiare. Il secondo principio, infine, suggerisce che il momento in cui la confisca finale ha luogo non deve essere spinto troppo lontano nel futuro.
Partendo queste tre osservazioni, Rignano propose di differenziare il diritto di eredità in base all' "origine" o all' "età" della proprietà coinvolta. Il sistema di Rignano funzionava in questo modo: quando un uomo muore, i suoi beni (mobili ed immobili) devono essere divisi in diverse parti in base al numero di volte in cui una proprietà è stata trasferita (per mezzo di eredità o donazione) per raggiungere il suo stato attuale. Ciò significa che viene fatta una distinzione tra i beni che costituiscono il risparmio personale del defunto (assenza di trasferimenti precedenti), i beni che ha ereditato da altre persone e che provengono dal loro risparmio personale (primi trasferimento), i beni che ha ereditato da altre persone che a loro volta li avevano ereditati da altri (secondi trasferimenti), ecc. Il principio di Rignano stabilisce che maggiore è il numero di trasferimenti di una proprietà, minore è il potere del proprietario di disporne per testamento. In altre parole, la tassazione sulle successioni aumenta ad ogni trasferimento di proprietà in base al numero di trasferimenti, e dopo un numero limitato di trasferimenti raggiunge il livello del 100%.
Rignano definì il suo approccio "socialista", ma non senza aggiungere che differiva sia dall'ortodossia marxista, o "collettivista", che dalle prospettive socialiste utopiche. Rignano rifiutò la teoria evolutiva meccanicistica di Marx che doveva culminare con una violenta rivoluzione, con i proletari che espropriavano i capitalisti e installavano un regime collettivista. Una tale rivoluzione rovinerebbe l'intero delicato meccanismo della produzione economica, scriveva Rignano nel 1921 pochi anni dopo la rivoluzione bolscevica, ripetendo così la critica del collettivismo, che formulò nel suo primo libro del 1901. Invece di una brutale espropriazione, Rignano preferiva una graduale nazionalizzazione della proprietà privata. Ma non voleva neanche essere considerato tra i socialisti utopici, che pensavano che bastasse annunciare proposte socialmente giuste per conquistare il sostegno di tutte le classi sociali. Rignano sottolineava che serve molto di più per cambiare la società. Le leggi devono cambiare, in particolare le leggi che regolano i diritti di proprietà. Pertanto, Rignano caratterizzò il suo approccio come quello di un socialismo legale ("socialisme juridique").

### Guerra
Si batté contro la guerra; ma fu autore di una Inchiesta sulla guerra promossa già nel 1915 sul semestrale Scientia in cui, pur riconoscendo la necessità di ridurre la violenza della guerra grazie alla cultura, si avvicinò alle posizioni politiche dell’interventismo democratico italiano; tuttavia il suo anti-imperialismo lo portò a criticare l’alleanza dell'Italia con la Gran Bretagna. Le sue posizioni portarono al dissenso, e quindi alle dimissioni, di Federigo Enriques e altri redattori (Bruni, Dionisi e Giardina) dalla rivista Scientia nel 1915.

## Opere

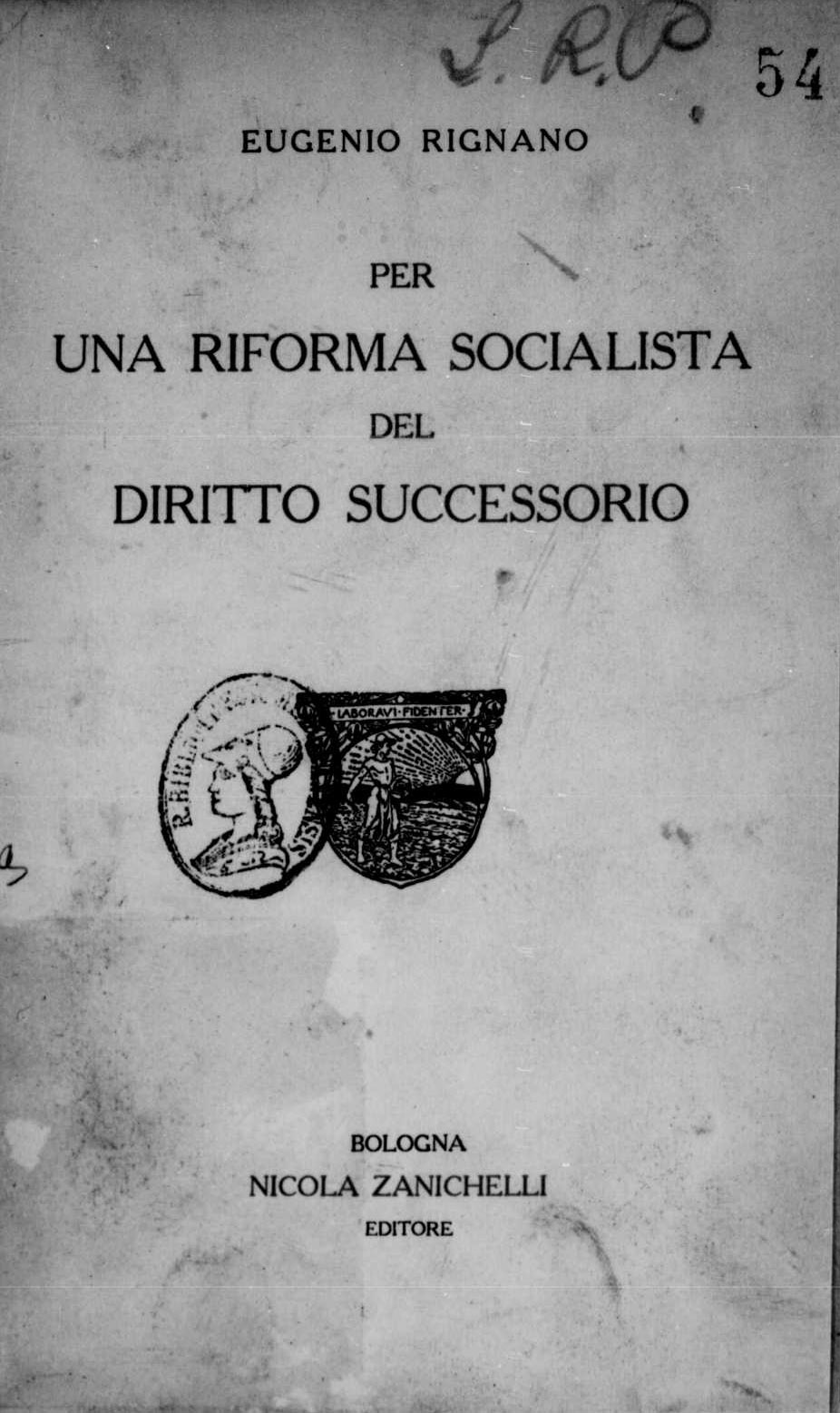
Per una riforma socialista del diritto successorio, 1920

- Di un socialismo in accordo colla dottrina economica liberale, Torino, Fratelli Bocca, 1901.
- (DE) Über die Vererbung erworbener Eigenschaften, Leipzig, Verlag von Wilhelm Engelmann, 1905.
- (FR) La Question de l’Héritage, Paris, Société nouvelle de librairie et d’édition, 1905.
- Sulla trasmissibilità dei caratteri acquisiti. Ipotesi d'una centro-epigenesi, Bologna, Zanichelli, 1907.
- L'adattamento funzionale e la teleologia psico-fisica del Pauly, Bologna: Zanichelli, 1907.
- (FR) La valeur synthétique du transformisme, Paris, Editions de la Revue du Mois, 1907.
- Che cos'è la coscienza?, Bologna, Zanichelli, 1907.
- (FR) Le matérialisme historique, Bologna, Zanichelli, 1908.
- (FR) Le psychisme des organismes inférieurs: (à propos de la théorie de Jennings), Estratto da: «Scientia», anno II, volume 3, Bologna, Zanichelli, 1908.
- (FR) La mémoire biologique en énergétique, Bologna, Zanichelli, 1909.
- Il fenomeno religioso, Bologna, Zanichelli, 1910.
- Il socialismo, Bologna, Zanichelli, 1910.
- Dell'attenzione. Parte 1: contrasto affettivo e unità di coscienza , Bologna, Zanichelli, 1911.
- Dell'origine e natura mnemonica delle tendenze affettive, Bologna, Zanichelli, 1911.
- Per accrescere diffusione ed efficacia alle università popolari, Milano, La compositrice, 1911.
- La vera funzione delle università popolari, Roma, Nuova Antologia, 1911.
- Dell'attenzione. Parte 2: vividità e connessione, Bologna, Zanichelli, 1912.
- (FR) Le rôle des théoriciens dans les sciences biologiques et sociologiques, Bologna, Zanichelli, 1912.
- L'evoluzione del ragionamento, Bologna, Zanichelli, 1913.
- Il nuovo programma dell'Un. pop. milanese: primo anno d'esperimento, Como, Premiata Tipografia Cooperativa comense Aristide Bari, 1913.
- Le forme superiori del ragionamento, Bologna, Zanichelli, 1915.
- (EN) A plea for a greater economic democratisation, Economic Journal, September, vol. 29(115), pp. 302–308, 1919.
- Per una riforma socialista del diritto successorio, Bologna, Zanichelli, 1920.
- Bisogna decidersi!, Critica Sociale, 1-15 gennaio, vol. 30(1), pp. 9–12, 1920.
- Argomentazioni borghesi di un critico socialista (Risposta al prof. Griziotti), Critica Sociale, 16-31 maggio, vol. 30(10), pp. 154–157, 1920.
- (FR) Un programme socialiste libéral, Revue d’Economie Politique, janvier-février, vol. 35(1), pp. 1–10, 1921.
- E.Rignano, Scritti sulla guerra e sul problema della pace, a cura di Gaspare Polizzi, Pisa, ETS, 2021, ISBN 978-88-467-6067-8.
- Democrazia e fascismo, Milano, Casa editrice "Alpes", 1924.